# オーエンテューダー
オーエンテューダー（Owen Tudor、1938年 - 1966年）とは、イギリスのサラブレッドの競走馬である。第二次世界大戦中の1941年にエプソムダービーに優勝し、のちに種牡馬としても成功した。

## 経歴
父は名種牡馬ハイペリオン、母はプール・デッセ・デ・プーリッシュ（フランス1000ギニー）やヴェルメイユ賞に勝ったフランスの競走馬メアリーテューダーであった。白斑のない青鹿毛の牡馬で、わずかに膝が曲がっていたという。
1941年にフレッド・ダーリン調教師のもとで競走馬デビューした。初戦となったソールズベリーステークスを快勝し、このほか2戦してボスコーウェンステークスで2着に入っている。この年の2歳牡馬のなかで、オーエンテューダーは第8位に相当するフリーハンデを与えられている。
オーエンテューダーが3歳になった1942年はまさに第二次世界大戦の真っただ中で、主要競走のいくつかは他の競馬場で代替開催されていた。エプソムダービーもエプソム競馬場を離れ、ニューマーケット競馬場にて「ニューダービー」という代替競走として施行されていた。オーエンテューダーは単勝26倍の穴馬扱いながらもこれを優勝、祖父ゲインズバラ・父ハイペリオンに続く3代ダービー優勝と成し遂げた。同年はこのほかニューマーケットセントレジャー（代替セントレジャーとは別競走）、コラムステークスに勝っている。
4歳時には同じくニューマーケット競馬場に疎開していたゴールドカップに出走、これに優勝した。この年で引退し、翌年より種牡馬となった。

## 引退後
種牡馬としても多くの活躍産駒を出して成功し、リーディングサイアーにこそならなかったものの、1961年にはフランスの種牡馬ランキングで2位に入っている。
最も代表的な産駒にテューダーミンストレルがいる。同馬はマイル以下の競走で圧倒的な強さを誇り、2000ギニーなどで8勝を挙げた。一方でそれ以上の距離では不可解な敗戦をしたので、後世にはマイラーとして評価されている。同じく短距離路線で活躍した馬で、ジュライカップ連覇などをしたアバーナントもまたオーエンテューダーを代表する産駒である。フランスでもプール・デッセ・デ・プーラン（フランス2000ギニー）やジョッケクルブ賞を制したライトロワイヤルが出ており、同馬はイギリスのキングジョージ6世&クイーンエリザベスステークスで同年の英二冠馬セントパディを破っている。
この他の産駒に、マルセル・ブサック所有のもとでアスコットゴールドカップとカドラン賞を制したエルペノール、アメリカでマンノウォーステークスなどに勝ったテューダーイラ、ホワイトローズステークスなどに勝ったテューダーペリオッドらがいる。後継の種牡馬にも恵まれ、一時は日本でもハマノパレードやテンメイが出るなど繁栄したが、現在ではテューダーミンストレルの後継がイギリスに残る程度である。
オーエンテューダーは1960年に種牡馬を引退、それから6年後、25歳のときに死亡した。

## 評価

### 主な勝鞍
※当時はグループ制未導入
1940年（2歳） 3戦1勝
ソールズベリーステークス
2着 - ボスコーウェンステークス
1941年（3歳） 7戦3勝
ニューダービー、ニューマーケットセントレジャー、コラムステークス
1942年（4歳） 3戦2勝
ニューマーケットゴールドカップ

## 血統表
| オーエンテューダーの血統            | オーエンテューダーの血統                                                        | オーエンテューダーの血統                                                        | （血統表の出典）                                                                | （血統表の出典） |
| 父系                                | ハイペリオン系                                                                  | ハイペリオン系                                                                  | ハイペリオン系                                                                  | [ § 2 ]          |
| 父 Hyperion 1930 栗毛 イギリス      | 父の父Gainsborough 1915 鹿毛 イギリス                                           | Bayardo                                                                         | Bay Ronald                                                                      | Bay Ronald       |
| 父 Hyperion 1930 栗毛 イギリス      | 父の父Gainsborough 1915 鹿毛 イギリス                                           | Bayardo                                                                         | Galicia                                                                         |                  |
| 父 Hyperion 1930 栗毛 イギリス      | 父の父Gainsborough 1915 鹿毛 イギリス                                           | Rosedrop                                                                        | St. Frusquin                                                                    | St. Frusquin     |
| 父 Hyperion 1930 栗毛 イギリス      | 父の父Gainsborough 1915 鹿毛 イギリス                                           | Rosedrop                                                                        | Rosaline                                                                        |                  |
| 父 Hyperion 1930 栗毛 イギリス      | 父の母Selene 1919 鹿毛 イギリス                                                 | Chaucer                                                                         | St. Simon                                                                       | St. Simon        |
| 父 Hyperion 1930 栗毛 イギリス      | 父の母Selene 1919 鹿毛 イギリス                                                 | Chaucer                                                                         | Canterbury Pilgrim                                                              |                  |
| 父 Hyperion 1930 栗毛 イギリス      | 父の母Selene 1919 鹿毛 イギリス                                                 | Serenissima                                                                     | Minoru                                                                          | Minoru           |
| 父 Hyperion 1930 栗毛 イギリス      | 父の母Selene 1919 鹿毛 イギリス                                                 | Serenissima                                                                     | Gondolette                                                                      |                  |
| 母 Mary Tudor II 1931 鹿毛 フランス | 母の父Pharos 1920 鹿毛 イギリス                                                 | Phalaris                                                                        | Polymelus                                                                       | Polymelus        |
| 母 Mary Tudor II 1931 鹿毛 フランス | 母の父Pharos 1920 鹿毛 イギリス                                                 | Phalaris                                                                        | Bromus                                                                          |                  |
| 母 Mary Tudor II 1931 鹿毛 フランス | 母の父Pharos 1920 鹿毛 イギリス                                                 | Scapa Flow                                                                      | Chaucer                                                                         | Chaucer          |
| 母 Mary Tudor II 1931 鹿毛 フランス | 母の父Pharos 1920 鹿毛 イギリス                                                 | Scapa Flow                                                                      | Anchora                                                                         |                  |
| 母 Mary Tudor II 1931 鹿毛 フランス | 母の母Anna Bolena 1920 鹿毛 フランス                                            | Teddy                                                                           | Ajax                                                                            | Ajax             |
| 母 Mary Tudor II 1931 鹿毛 フランス | 母の母Anna Bolena 1920 鹿毛 フランス                                            | Teddy                                                                           | Rondeau                                                                         |                  |
| 母 Mary Tudor II 1931 鹿毛 フランス | 母の母Anna Bolena 1920 鹿毛 フランス                                            | Queen Elizabeth                                                                 | Wargrave                                                                        | Wargrave         |
| 母 Mary Tudor II 1931 鹿毛 フランス | 母の母Anna Bolena 1920 鹿毛 フランス                                            | Queen Elizabeth                                                                 | New Guinea                                                                      |                  |
| 母系(F-No.)                         | (FN:10-b)                                                                       | (FN:10-b)                                                                       | (FN:10-b)                                                                       | [ § 3 ]          |
| 5代内の近親交配                     | Chaucer 3×4、St.Simon 4･5×5、Bay Ronald 4×5、Cyllene 5×5、Galopin 5･5（父系内） | Chaucer 3×4、St.Simon 4･5×5、Bay Ronald 4×5、Cyllene 5×5、Galopin 5･5（父系内） | Chaucer 3×4、St.Simon 4･5×5、Bay Ronald 4×5、Cyllene 5×5、Galopin 5･5（父系内） | [ § 4 ]          |
| 出典                                | 1. 2. 3. 4.                                                                     | 1. 2. 3. 4.                                                                     | 1. 2. 3. 4.                                                                     | 1. 2. 3. 4.      |